# Vườn quốc gia Serra da Capivara
Vườn quốc gia Serra da Capivara (tiếng Bồ Đào Nha: Parque Nacional Serra da Capivara, IPA: [ˈpaʁki nasjõˈnaw ˈsɛʁɐ dɐ kɐpiˈvaɾɐ], tiếng địa phương [ˈsɛhɐ da kapiˈvaɾɐ]) là một vườn quốc gia nằm ở bang Piauí, Vùng Đông Bắc, Brasil. Vườn quốc gia này có diện tích 1.291,4 km², được thành lập để bảo vệ các cổ vật cùng các bức tranh đá thời tiền sử được tìm thấy ở đây.
Đây là nơi tập trung lớn nhất và lâu đời nhất của các địa điểm thời tiền sử ở châu Mỹ. Các nghiên cứu khoa học đã xác nhận rằng, dãy núi Serra da Capivara từng là nơi có mật độ dân cư đông đúc trong kỷ nguyên tiền Colombo.

## Vị trí
Vườn quốc gia nằm ở phía đông bắc bang Piauí. Về mặt hành chính, nó thuộc các đô thị São Raimundo Nonato, São João do Piauí, Coronel José Dias và Canto do Buriti. Nó cũng là một phần của hành lang sinh thái Capivara-Confusões được thành lập năm 2006 để nối liền với Vườn quốc gia Serra das Confusões.

## Hình ảnh

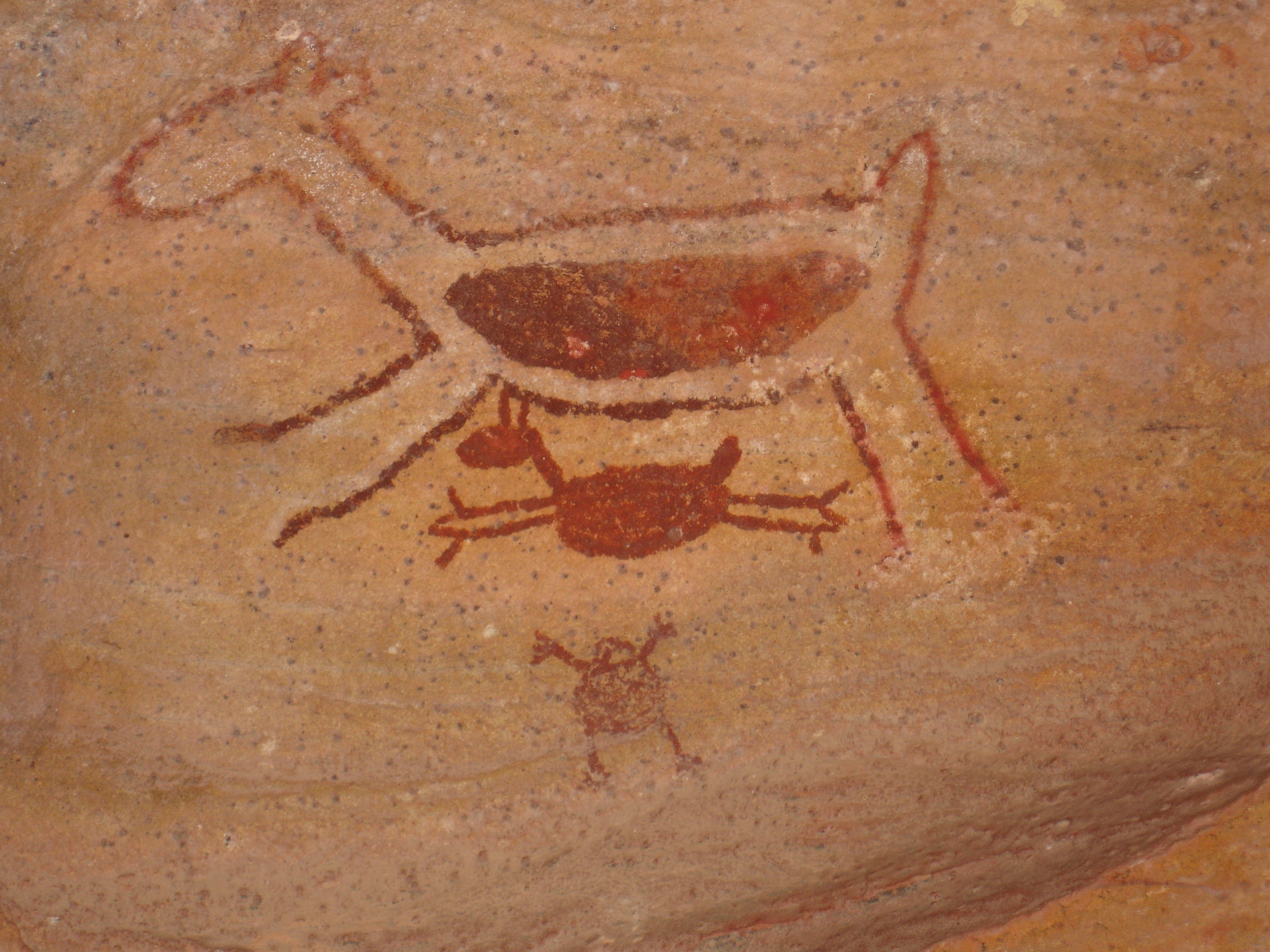
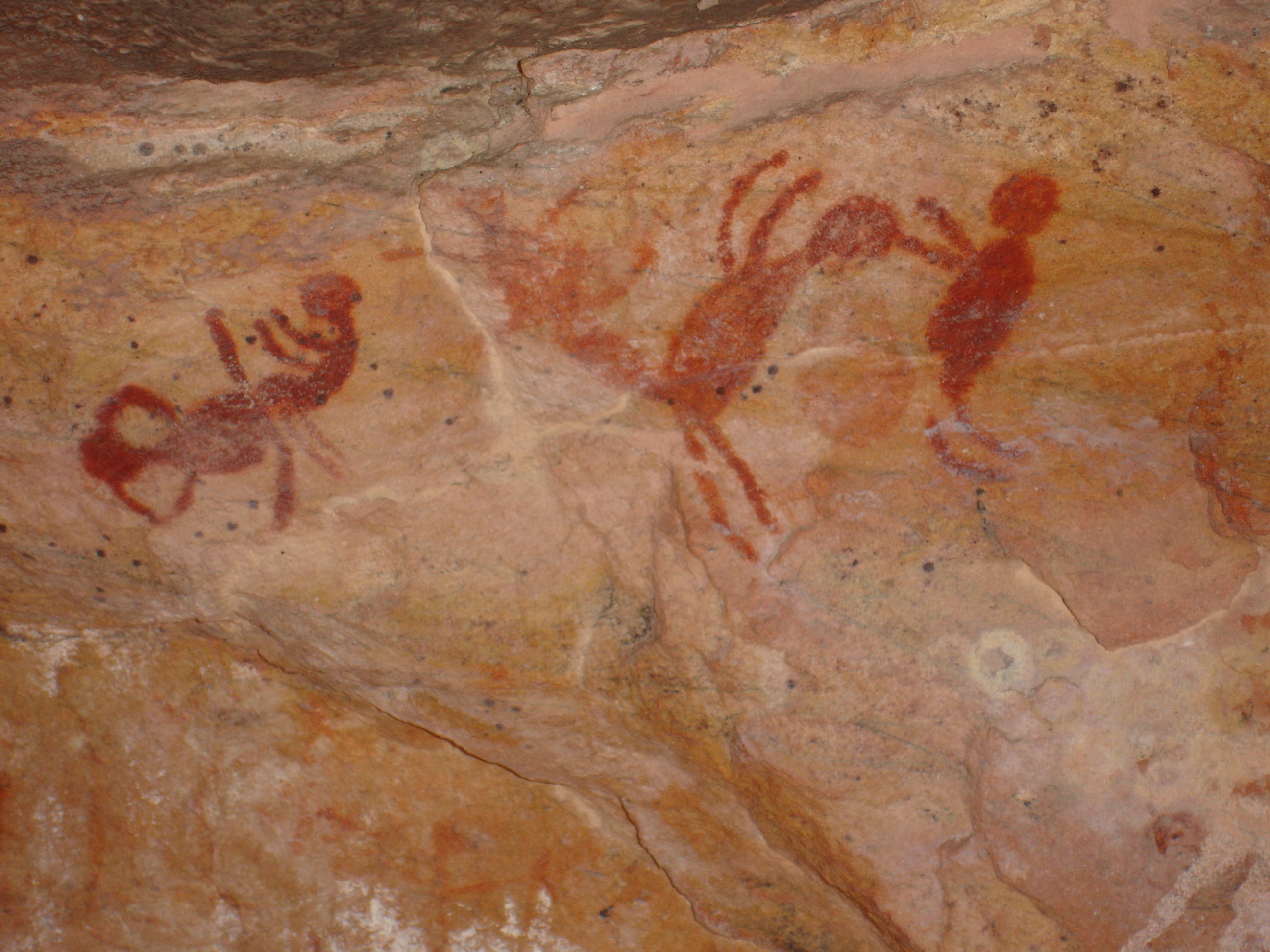
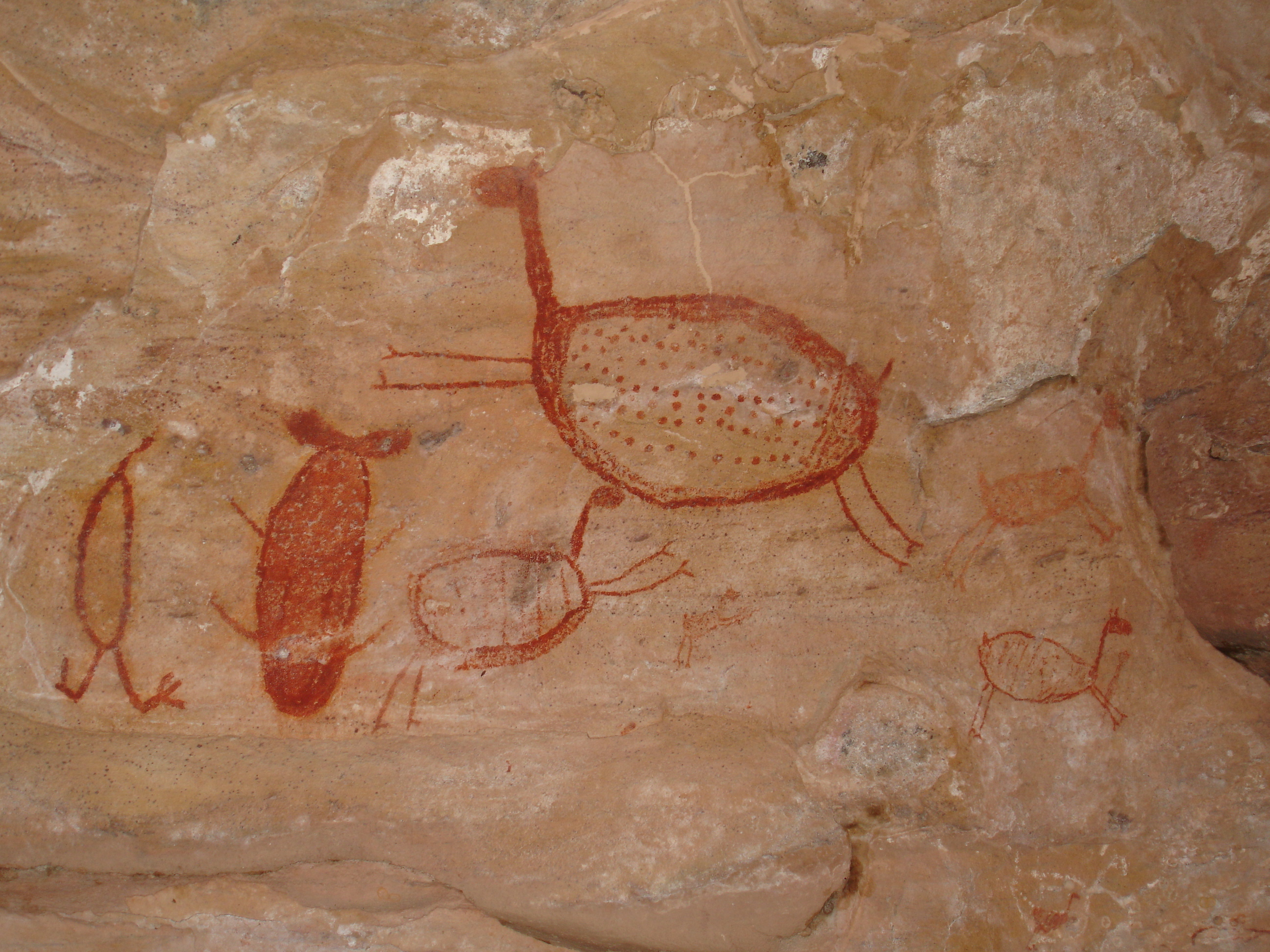